# Francisco Mujika Garmendia
Francisco Mujika Garmendia (Villafranca de Ordizia, Guipúzcoa, 19 de noviembre de 1953), alias Pakito, es un miembro histórico de la banda terrorista Euskadi Ta Askatasuna (ETA) y antiguo dirigente de la misma entre 1987 y 1992. 
Fue el dirigente de la banda en la época más sangrienta del grupo terrorista, con los atentados con mayor número de víctimas, como el atentado de Hipercor (1987) o el atentado contra la casa-cuartel de Vic (1991). En marzo de 1992 él y otros miembros de la cúpula etarra fueron detenidos por la Guardia Civil en la localidad francesa de Bidart. La Audiencia Nacional le condenó en 2003 a 2354 años de cárcel por el atentado contra la casa cuartel de Zaragoza perpetrado en 1987.

## Biografía

### Actividad en ETA
Nació en Villafranca de Ordizia, en la provincia de Guipúzcoa. Ingresó en ETA durante la adolescencia, ocupándose inicialmente de tareas no armadas como contabilidad o contactos externos. Tuvo alguna participación en los preparativos de la llamada Operación Ogro, que en 1973 acabó con la vida del almirante Luis Carrero Blanco, presidente del gobierno cuya muerte influyó decisivamente en el ocaso del régimen franquista. 
Tras el atentado se refugió por primera vez en el País Vasco francés, de donde regresó unos meses más tarde para hacerse cargo de la estructura de la organización en la localidad de Mondragón (Guipúzcoa). La policía lo implicó en diversos atentados, concretamente en el asesinato de un guardia civil y en el ametrallamiento de otros dos. En ese mismo año de 1974 Francisco Mujika ingresó en el comité ejecutivo de ETA político-militar (ETA-pm), una escisión de ETA, y un año más tarde en los llamados comandos bereziak (especiales), encargados de las acciones terroristas de mayor calado.
Fue acusado de la desaparición y probable asesinato del dirigente de ETA-pm Eduardo Moreno Bergaretxe, Pertur, conocido por sus posiciones críticas con los bereziak, ya que fue visto por última vez en el País Vasco francés el 23 de julio de 1976 en su compañía y en la de otro miembro de la organización, Miguel Ángel Apalategi, Apala. Al parecer Pertur estaría a favor de la creación de un partido político y de la apertura de un proceso de negociación con el gobierno español de Adolfo Suárez para el abandono de la lucha armada y la reinserción de sus militantes, a lo que se oponían en general los bereziak, que acabarían integrándose en ETA militar (ETA-m), la otra rama de la organización dividida. Sin embargo, nunca se ha podido establecer una «línea argumental» de lo que realmente ocurrió, por lo que esta es una de las hipótesis que se manejan junto con la posibilidad de que fuera un grupo de ultraderecha, según concluyó un auto judicial de 2012 tras más de cuatro años de investigación.
En 1977 se integró en ETA-m, participando, dentro del comando Zaharra, en el secuestro y asesinato del industrial Javier Ybarra. Ese mismo año Pakito obtuvo el estatus de refugiado político en Francia, con residencia legal en Hendaya, que perdió en 1983, momento a partir del cual tuvo que permanecer en el País Vasco Francés clandestinamente. En 1984 las autoridades francesas lo incluyeron en una orden de expulsión emitida el 9 de enero.
Entró a formar parte de la dirección de ETA en 1985, tras la detención de Eugenio Etxebeste, Antxon (procedente también de los bereziak de ETA-pm). La deportación y posterior muerte accidental en Argelia del histórico Txomin Iturbe Abasolo (1986-1987) dejó al frente de la organización a una troika llamada Artapalo, de la que Pakito era uno de los miembros, el encargado del aparato militar. Durante mucho tiempo la policía española pensó que Artapalo era solo Francisco Mujika, razón por la cual apareció citado con este apodo en muchos documentos. Artapalo se hace con el control absoluto de la organización tras la detención, en los dos años siguientes, de otro par de dirigentes históricos, Santiago Arrospide Sarasola, Santi Potros y Josu Urrutikoetxea Bengoetxea, Josu Ternera.
De la época de Artapalo son el atentado con bomba en los aparcamientos del hipermercado Hipercor de Barcelona, el intento de liberación de cinco militantes de ETA de la prisión de Sevilla-2 por medio de un falso helicóptero de Cruz Roja (frustrado por la policía el 2 de enero de 1990) y la organización del comando itinerante formado por vascos franceses, desarticulado en abril del mismo año. Pakito participó también en el atentado contra la casa cuartel de Zaragoza, el 11 de noviembre de 1987 en el que murieron 11 personas, 5 de ellas niños.
Entretanto, en Francia se habían ido dictando varias órdenes de busca y captura contra él por diversos delitos. En enero de 1990 se dictó una nueva orden tras el descubrimiento de un zulo con 200 kg de explosivos en la localidad de Anglet. En España fue buscado por el juez de la Audiencia Nacional Baltasar Garzón como inductor de tres atentados cometidos por el comando itinerante y como presunto destinatario del rescate pagado por la familia del industrial Emiliano Revilla, secuestrado por la organización. En abril de 1990 fracasó una nueva operación de las autoridades francesas intentando su detención.

### Detención
La detención se produjo finalmente el 29 de marzo de 1992 en Bidart, en una operación conjunta de la policía francesa y la Guardia Civil española en la que también fueron apresados los otros dos miembros del colectivo Artapalo, José Luis Álvarez Santacristina, Txelis, responsable del aparato político de la organización, y Joseba Arregi Erostarbe, Fitipaldi, responsable del aparato logístico. Un año después se inició en el Tribunal Correccional de París el juicio contra él y otros miembros del comando itinerante, que fue suspendido varias veces. El 19 de junio de 1997 fue condenado junto a Txelis y Fitipaldi a diez años de cárcel por "asociación de malhechores con fines terroristas y tenencia ilícita de armas". Entretanto, las autoridades españolas presentaron una veintena de solicitudes de extradición.
La extradición a España se produjo finalmente el 8 de febrero de 2003, tras una reunión entre el presidente del gobierno español, José María Aznar y el presidente francés Jacques Chirac, en la que según algunas fuentes se decidió el intercambio de detenidos etarras por concesiones españolas a empresas francesas.[cita requerida] Pakito ingresó en la Prisión de Soto del Real.

### Juicio
El 2 de junio de 2003, la Sección Segunda de la Sala de lo Penal de la Audiencia Nacional condenó a 2354 años de cárcel cada uno a Pakito y a Joseba Arregi Erostarbe, Fitipaldi, por el atentado contra la casa cuartel de Zaragoza, perpetrado en 1987.
En agosto de 2004 Pakito y otros cinco etarras presos enviaron una carta a la dirección de ETA en la que solicitaban el final de la lucha armada por considerarla imposible de mantener en las actuales circunstancias y contraproducente para los objetivos de la organización, y abogaban por vías pacíficas basadas en la participación institucional y la movilización social. La carta fue filtrada al navarro Diario de Noticias en noviembre del mismo año, y la respuesta de ETA se produjo en julio de 2005, expulsando de la organización a los firmantes de la misma.